# Duruelo
Duruelo je naselje u Španjolskoj, pokrajini Segovia, autonomnoj zajednici Kastilja i León.

## Povijest
Mjestašce u okolici Ávile, koje je postalo poznato jer je tamo 1568. započela terezijanska obnova muške grane Karmelskog Reda. Tome je prethodio boravak oca Generala Ivana Krstitelja Rossija u Ávili 1567., kojom prigodom ga je mjesni biskup don Alvaro de Mendoza zamolio da dadne dozvolu za osnutak prema prvotnom Karmelskom Pravilu obnovljenih muških samostana u biskupiji. Sveta Terezija Avilska nigdje ne izjavljuje da ga je i ona isto pitala, ali ideja i molba su zacijelo krenuli od nje. O. General htjede dati dozvolu, ali se bojao negativne reakcije u redu, i stoga je odložio pitanje osnutka radi mira u Redu (usp. Osnuci 2,4).
O. Ivan stiže u Duruelo početkom listopada 1568., te u suradnji s jednim tesarom namješta kuću za redovničko stanovanje. Vrlo brzo su završili s uređivanjem „jer nije bilo novaca, iako se namjeravalo mnogo toga učiniti“ (Osnuci 14,2), te se započelo s „bosonogim“ životom 28. studenoga 1568. s Antonijem od Isusa i Ivanom od Križa, te još dvojicom kandidata.
Sv. Terezija ih je nakon nekoliko mjeseci obišla u korizmi 1569., kad je bila na putu za osnutak u Toledu. Svoja zapažanja i dojmove o tom susretu ostavila je u 14. poglavlju Knjige osnutaka. Ubrzo potom, zbog iznimno loših uvjeta života u Duruelu, osnutak je u lipnju 1570. preseljen u nedaleko mjesto Mancera de Abajo, ali karmelićani nisu nikad zaboravili „betlehemsku štalicu“ (Osnuci 14,6) iz Duruela, i s nostalgijom su to mjesto i kasnije posjećivali.
Na tom je mjestu poslije više godina sagrađena jedna kapelica, a 1637. čak i novi samostan, koji je međutim u potpunosti uništen nakon antiklerikalnih zakona u Španjolskoj 1835. godine. Nakon Drugog svjetskog rata, 20. srpnja 1947., na tom području uspostavljen je novi samostan bosonogih karmelićanki, koje, po želji svete Marije Maravillas od Isusa, nastavljaju uspomenu na Ivana od Križa u tamošnjoj samoći.

## Stanovništvo
| 1991. | 1996. | 2001. | 2006. | 2008. | 2010. |
| ----- | ----- | ----- | ----- | ----- | ----- |
| 119   | 155   | 140   | 138   | 163   | 176   |

## Vanjske poveznice
- Galerija fotografija na Flickru